# Shun Kuwahara
Shun Kuwahara (Prefectura de Kumamoto, Japón, 28 de octubre de 1981) es un gimnasta artístico japonés, subcampeón del mundo en 2007 en el concurso por equipos.

## Carrera deportiva
En el Mundial de Stuttgart 2007 gana la plata en el concurso por equipos; Japón queda tras China y por delante de Alemania. Sus cinco compañeros del equipo japonés fueron: Hisashi Mizutori, Hiroyuki Tomita, Makoto Okiguchi, Takuya Nakase y Yosuke Hoshi.